# Liglam
Et Liglam, også kaldet kirkelam, er en kirkevare og genfærdet af et lam, der sagdes at være blevet levende begravet under fundamentet til en kirke, indemuret levende eller nedgravet ved indvielsen af en kirkegård. Lammet kan også forinden have udpeget det sted, hvor den nye kirke skulle bygges. 
Liglammet sagdes at vise sig for et menneske, der snart skulle dø, evt. for et nært familiemedlem eller det sås af andre løbe henimod eller danse foran det hus, hvor personen boede. Det kunne finde på at gnubbe sig op ad benet på personen, så var ingen tvivl længere mulig, og man kunne ordne sine sager. Liglammet manglede ofte det ene ben. På loftet af Simmerbølle Kirke er fundet det indtørrede ben af et lam og på loftet af Tullebølle Kirke to lammefødder (og et tyrelem), hvilket giver associationer til historien om liglammet. Den kristne forestilling om Kristus som Guds lam, evt. gengivet i stenrelieffer i kirkerne, kan have medvirket til sagnene.